# Lee Dong-wook
Đây là một tên người Triều Tiên, họ là Lee.
Lee Dong-wook (Hangul: 이동욱, Hanja: 李棟旭, Hán-Việt: Lý Đông Húc, sinh ngày 6 tháng 11 năm 1981) là một nam diễn viên, người mẫu và người dẫn chương trình truyền hình người Hàn Quốc. Anh được khán giả biết đến với các vai chính trong các bộ phim truyền hình Cô em họ bất đắc dĩ (2005), Scent of a Woman (2011), Ông hoàng khách sạn (2014), Bubble gum (2015),Yêu tinh (2016), Sinh mệnh (2018), Chạm vào tim em (2019) và Bạn trai tôi là Hồ Ly (2020), Người hùng điên rồ (2021). 

## Sự nghiệp
Lee Dong-wook bắt đầu sự nghiệp diễn xuất vào năm 1999, tiếp tục với những vai diễn đơn thuần cho đến khi trở thành ngôi sao với vai chính trong phim truyền hình lãng mạn Cô em họ bất đắc dĩ vào năm 2005. Bộ phim không những phổ biến với khán giả trong nước mà còn ở nước ngoài, đặc biệt là ở châu Á và khu vực Đông Nam Á. Sau đó anh tiếp tục thủ vai chính trong phim truyền hình hình sự, bí ẩn La Dolce Vita (2008), tâm lý, hài hước Partner (2009), tình cảm Scent of a Woman (2011), Wild Romance (2012), cổ trang Kẻ trốn chạy của Joseon (2013) và phim truyền hình dài tập Ông hoàng khách sạn.
Tháng 11 năm 2011, Lee Dong-wook ký hợp đồng với công ty giải trí King Kong Entertainment.
Dong-wook cùng với nghệ sĩ hài Shin Dong-yup trở thành MC mới của talk show Strong Heart từ tháng 4 năm 2012 đến tháng 1 năm 2013. Anh cũng xuất hiện vào mùa 1 và 2 của Roomate.
Vào năm 2016, Lee Dong-wook xác nhận tham gia phim truyền hình viễn tưởng-lãng mạn Yêu tinh cùng với Gong Yoo, phát sóng vào tháng 12 đến tháng 2 năm 2017. Anh đóng vai Thần Chết. Bộ phim thành công vang dội, là một trong những bộ phim có rating cao nhất trong lịch sử truyền hình đài cáp.
Năm 2018, Lee Dong-wook đóng vai chính trong bộ phim y khoa Life, anh đóng vai một bác sĩ làm việc tại Khoa ER.
Đến năm 2020, anh đã tiếp tục tạo nên tiếng vang lớn khi tham gia bộ phim Bạn trai tôi là Hồ Ly khi đóng vai chính là hồ ly chín đuôi Lee Yeon.
Ngoài sự nghiệp diễn xuất, năm 2013, Lee Dong-wook đã ký hợp đồng quảng cáo với thương hiệu nước xả vải Downy và đã xuất hiện trong quảng cáo nước xả vải Downy Huyền Bí.

## Đời sống cá nhân
Anh nhập ngũ vào tháng 8 năm 2009 và xuất ngũ vào tháng 6 năm 2011.

## Danh sách phim

### Phim truyền hình
| Năm     | Tên phim                                        | Tên tiếng Hàn    | Kênh phát sóng | Vai diễn       | Ghi chú         | Tham khảo     |
| ------- | ----------------------------------------------- | ---------------- | -------------- | -------------- | --------------- | ------------- |
| 1999    | MBC Best Theater "길밖에도 세상은 있어"         |                  | MBC            | Sung-joon      |                 |               |
| 1999    | School 2                                        |                  | KBS1           | Lee Kang-san   |                 |               |
| 2000    | School 3                                        |                  | KBS1           | Lee Kang-san   |                 |               |
| 2000    | Secret                                          |                  | MBC            | Kang Hyun-soo  |                 |               |
| 2001    | Pure Heart                                      |                  | KBS2           | Jang Ho-gu     |                 |               |
| 2001    | A Dreaming Family                               |                  | KBS            |                |                 |               |
| 2001    | Drama City "Happier Than Heaven"                |                  | KBS2           |                |                 |               |
| 2001    | This Is Love                                    |                  | KBS1           | Jae-hyun       |                 |               |
| 2001    | That's Perfect!                                 |                  | SBS            | Dong-wook      |                 |               |
| 2002    | Let's Go!                                       |                  | SBS            | Dong-wook      |                 |               |
| 2002    | Loving You                                      |                  | KBS2           | Lee Min        |                 |               |
| 2002    | Honest Living                                   |                  | SBS            | Lee Dong-wook  |                 |               |
| 2003    | Land of Wine                                    |                  | SBS            | Song Do-il     |                 |               |
| 2003    | Merry Go Round                                  |                  | MBC            | Park Sung-pyo  |                 |               |
| 2004    | Island Village Teacher                          |                  | SBS            | Jang Jae-doo   |                 |               |
| 2004    | Precious Family                                 |                  | KBS2           | Ahn Jung-hwan  |                 |               |
| 2005    | Cô dâu Hà Nội                                   |                  | SBS            | Park Eun-woo   |                 |               |
| 2005    | Cô em họ bất đắc dĩ                             |                  | SBS            | Seol Gong-chan |                 |               |
| 2008    | La Dolce Vita                                   |                  | MBC            | Lee Joon-soo   |                 |               |
| 2009    | Partner                                         |                  | KBS2           | Lee Tae-jo     |                 |               |
| 2011    | Scent of a Woman                                |                  | SBS            | Kang Ji-wook   |                 |               |
| 2012    | Wild Romance                                    |                  | KBS2           | Park Mu-yeol   |                 |               |
| 2013    | The Fugitive of Joseon                          |                  | KBS2           | Choi Won       |                 |               |
| 2014    | The Story of Kang-gu                            |                  | SBS            | Kim Kyung-tae  |                 |               |
| 2014    | Ông hoàng khách sạn                             |                  | MBC            | Cha Jae-wan    |                 |               |
| 2014    | Blade Man                                       |                  | KBS2           | Joo Hong-bin   |                 |               |
| 2015    | Bubble Gum                                      |                  | tvN            | Park Ri-hwan   |                 |               |
| 2016–17 | Yêu tinh (Guardian: The Lonely and Great God)   | 도깨비           | tvN            | Wang Yeo       | Diễn viên chính | [ 21 ]        |
| 2018    | Sự sống (Life)                                  | 라이프           | JTBC           | Ye Jin-woo     | Diễn viên chính | [ 22 ] [ 23 ] |
| 2019    | Chạm vào tim em (Touch Your Heart)              | 진심이 닿다      | tvN            | Kwon Jung-rok  | Diễn viên chính | [ 24 ]        |
| 2019    | Người lạ đến từ địa ngục (Hell Is Other People) | 타인은 지옥이다  | OCN            | Seo Moon-jo    | Diễn viên chính | [ 25 ]        |
| 2020    | Bạn trai tôi là Hồ Ly (Tale of the Nine Tailed) | 구미호뎐         | tvN            | Lee Yeon       | Diễn viên chính | [ 26 ]        |
| 2021–22 | Người hùng điên rồ (Bad and Crazy)              | 배드 앤 크레이지 | tvN            | Ryu Soo-yeol   | Diễn viên chính | [ 27 ] [ 28 ] |
| 2024    | Cửa Hàng Sát Thủ ( A Shop For Killer)           |                  |                | Jeong Jin Man  |                 |               |

### Video ca nhạc
| Năm  | Tên bài hát                    | Ca sĩ                  | Ghi chú                                     |
| ---- | ------------------------------ | ---------------------- | ------------------------------------------- |
| 2005 | "Bye Bye Bye"                  | Monday Kiz             |                                             |
| 2006 | "Spring, Summer, Fall, Winter" | Suho feat. Kim Tae-woo |                                             |
| 2007 | "Lost in the Forest of Love"   | Jed                    |                                             |
| 2008 | "As Much as We Loved"          | Suho                   |                                             |
| 2009 | "Missed Call"                  | Suho feat. Kim Bum-soo |                                             |
| 2010 | "Dandelion"                    | Zozo                   | Lee Dong-wook đồng đạo diễn music video này |
| 2011 | "Replay"                       | Kim Dong-ryul          |                                             |
| 2013 | "Cosmic Girl"                  | Kim Tae-woo            |                                             |
| 2017 | "I Still"                      | Sung Si Kyung SoYou    |                                             |

## Giải thưởng và đề cử
| Năm  | Tên                                      | Hạng mục                                               | Tác phẩm đề cử           | Kết quả   | Ref.   |
| ---- | ---------------------------------------- | ------------------------------------------------------ | ------------------------ | --------- | ------ |
| 1999 | V-NESS Screen Award                      | —                                                      | —                        | Đoạt giải |        |
| 2003 | SBS Drama Awards                         | New Star Award                                         | Land of Wine             | Đoạt giải |        |
| 2009 | KBS Drama Awards                         | Excellence Award, Actor in a Miniseries                | Partner                  | Đề cử     |        |
| 2011 | 8th Cosmo Beauty Awards                  | Most Attractive Actor in Asia                          | —                        | Đoạt giải |        |
| 2011 | 18th Han Il Culture Awards               | Grand Prize, Cultural Diplomacy category               | —                        | Đoạt giải |        |
| 2011 | SBS Drama Awards                         | Top 10 Stars                                           | Scent of a Woman         | Đoạt giải |        |
| 2011 | SBS Drama Awards                         | Top Excellence Award, Actor in a Weekend Drama         | Scent of a Woman         | Đoạt giải |        |
| 2012 | SBS Entertainment Awards                 | Best Couple Award cùng Shin Dong-yup                   | Strong Heart             | Đoạt giải |        |
| 2012 | SBS Entertainment Awards                 | Best Newcomer, MC category                             | Strong Heart             | Đoạt giải |        |
| 2012 | KBS Drama Awards                         | Excellence Award, Actor in a Miniseries                | Tình yêu hoang dại       | Đề cử     |        |
| 2013 | KBS Drama Awards                         | Excellence Award, Actor in a Mid-length Drama          | Thiên mệnh               | Đề cử     |        |
| 2014 | 9th Asia Model Festival Awards           | Fashionista Award                                      | —                        | Đoạt giải |        |
| 2014 | 3rd APAN Star Awards                     | Top Excellence Award, Actor in a Serial Drama          | Hotel King               | Đề cử     |        |
| 2014 | MBC Drama Awards                         | Top Excellence Award, Actor in a Special Project Drama | Hotel King               | Đề cử     |        |
| 2017 | 5th Annual DramaFever Awards             | Best Supporting Actor                                  | Yêu tinh                 | Đoạt giải | [ 30 ] |
| 2017 | 10th Korea Drama Awards                  | Top Excellence Award, Actor                            | Yêu tinh                 | Đề cử     | [ 31 ] |
| 2017 | 3rd Fashionista Awards                   | Global Icon                                            | —                        | Đề cử     | [ 32 ] |
| 2018 | 6th APAN Star Awards                     | Top Excellence Award, Actor in a Miniseries            | Life                     | Đề cử     | [ 33 ] |
| 2018 | 6th APAN Star Awards                     | K-Star Award                                           | Life                     | Đề cử     | [ 33 ] |
| 2018 | Korea Fashion Photographers Association. | Photogenic Award of the year                           | —                        | Đoạt giải | [ 34 ] |
| 2018 | 13th Annual Soompi Awards                | Nam diễn viên phụ xuất sắc nhất                        | Yêu tinh                 | Đoạt giải | [ 35 ] |
| 2019 | OCN Awards                               | "Dangerously Attractive Character" Award               | Người lạ đến từ địa ngục | Đoạt giải | [ 36 ] |